# Cyklistický ráfek
Cyklistický ráfek je nedílnou součástí jízdního kola. Slouží pro usazení pneumatiky s duší a je nosným prvkem celého kola a umožňuje přenos energie mezi jezdcem a zemí.

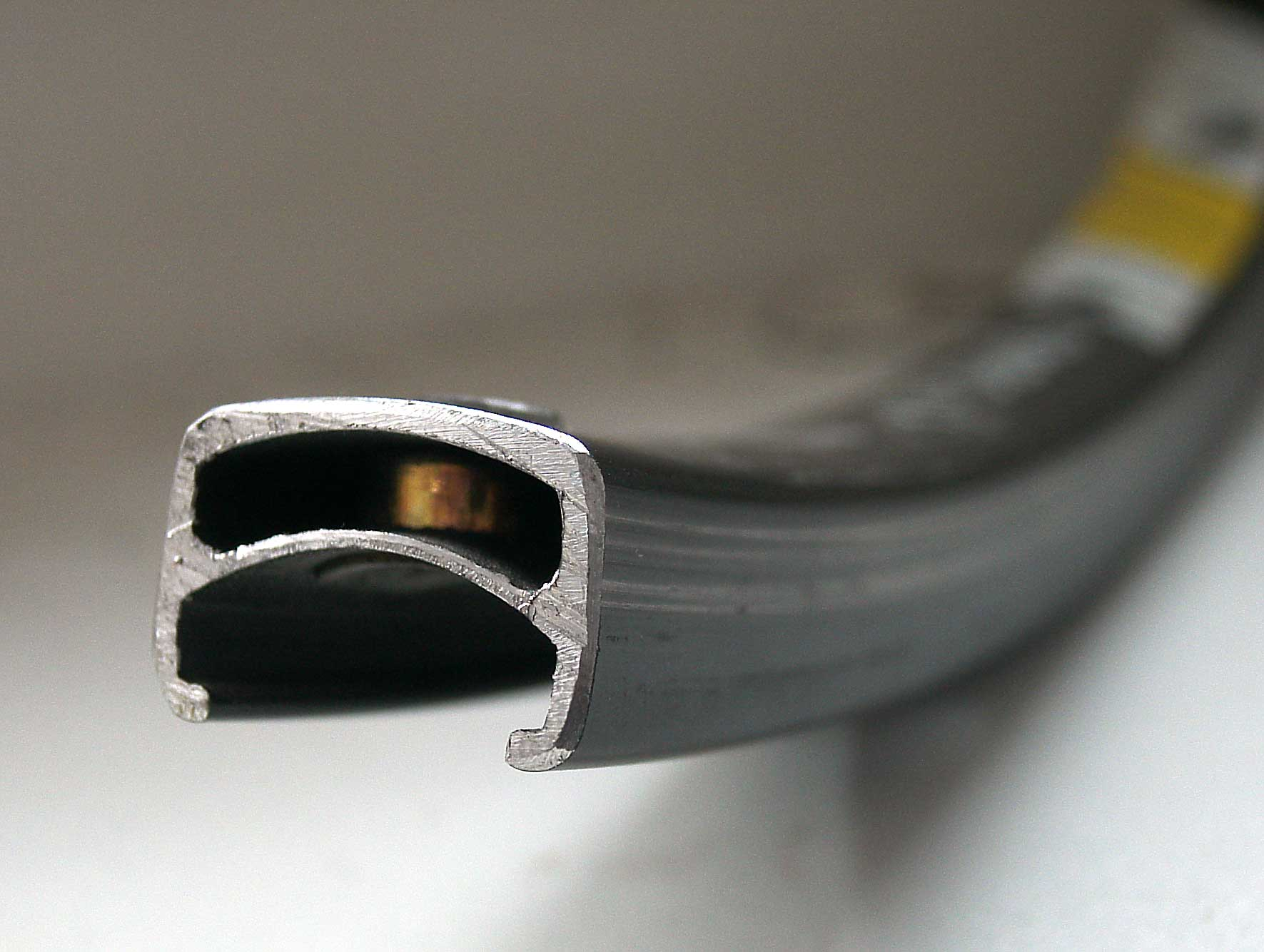
Cyklistický ráfek

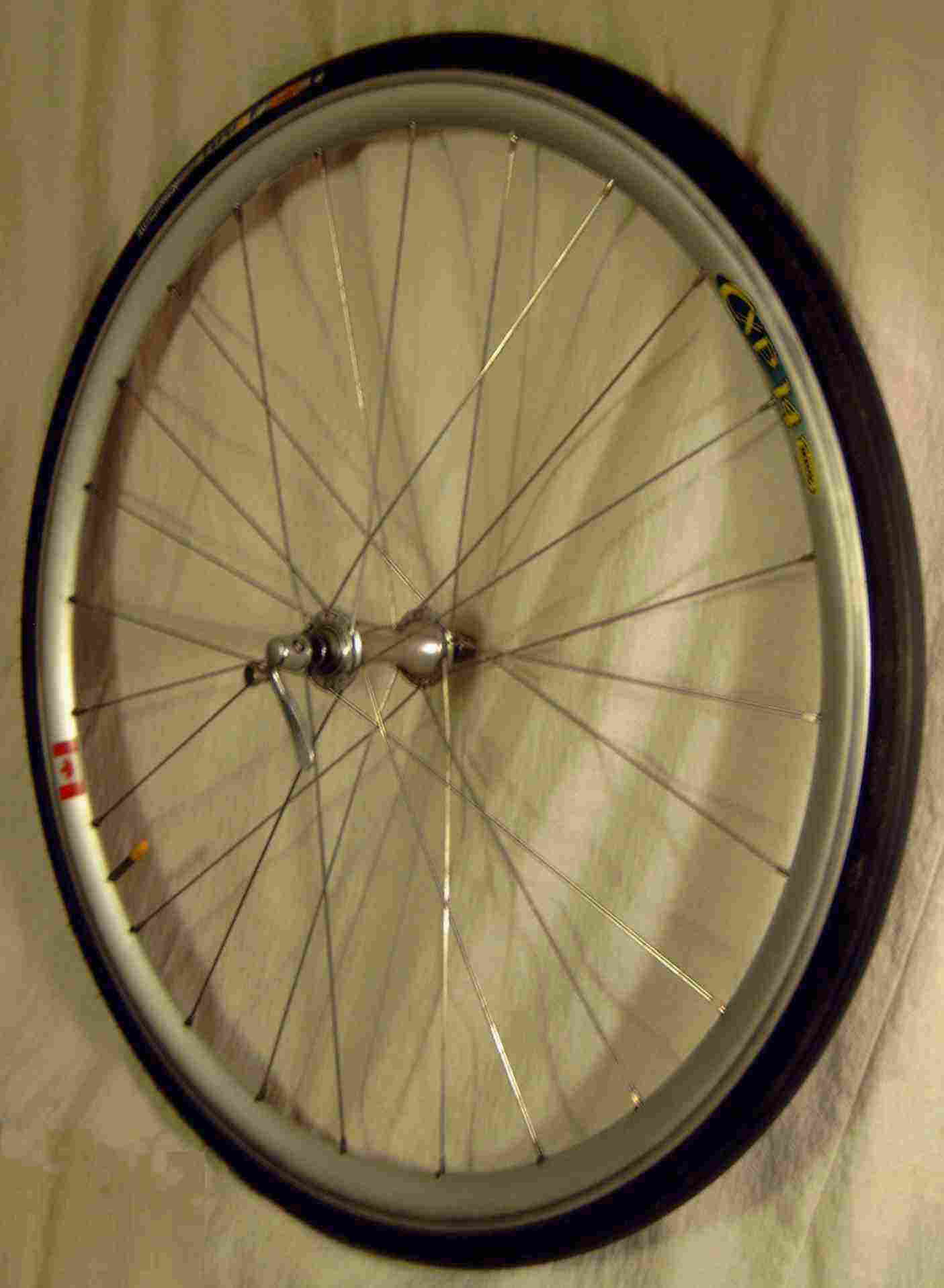
Cyklistický ráfek - silniční

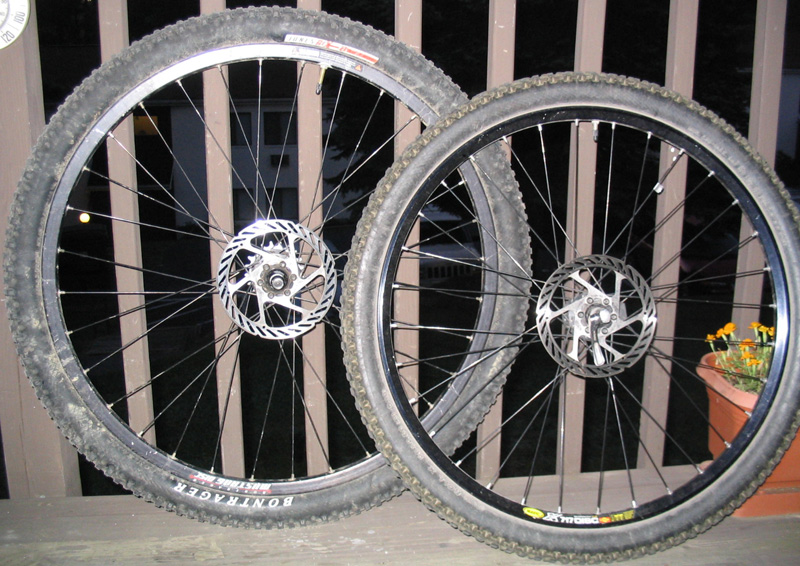
Cyklistický ráfek pro horská kola 29" a 26"

## Historie
První ráfky byly tvořeny dřevěnou obručí zpevněnou kovovým páskem. Jízda byla velice nepohodlná a těžkopádná. Přelom nastal v roce 1887, kdy John Boyd Dunlop vytvořil první pneumatiku pro tříkolku svého syna. Ráfky se začaly upravovat pro možnost použít pneumatiku. 

## Materiál
Od prvních ráfků ze dřeva se rychle přešlo ke konstrukci z kovu. První kovové ráfky byly ocelové a tedy velice těžké. Pro lepší vlastnosti cyklistických ráfků se začalo využívat slitin a později hliníku. V současné době jsou trendem uhlíková vlákna pro svou pevnost a lehkost.

## Druhy ráfků
Základní dělení cyklistických ráfků je do dvou kategorií:
- silniční/městské/trekingové ráfky
- ráfky horských kol
- jiné (ráfky BMX kol, skládací kola, dětská)

### Silniční ráfky
- průměru ráfku je 28 palců

U silničních ráfků je požadavek na minimální hmotnost a vysokou míru aerodynamiky pro maximální setrvačnost. Moderní ráfky určerné pro silniční kola jsou z lehkých slitin hliníku, případně uhlíkových vláken. Usazení pneumatiky je formou galusky či pláště.

### MTB ráfky
- průměr ráfku je 26, 27,5 nebo 29 palců (všechny tři rozměry jsou dnes již zcela běžné).

U ráfků pro horská kola je požadavek na tuhost a odolnost. Trendem je však minimalizace hmotnosti a použití uhlíkových vláken. Horská kola jsou však určena do náročných podmínek a nejdelší životnost mají stále ráfky ze slitiny hliníku. Usazení pneumatiky je formou pláště, bezdušového pláště, či galusky (závodní použití).

## Brzdná plocha ráfku
Ráfek tradičně má část pro brzdnou plochu, která je cca 1 - 1,5 cm vysoký pruh po obvodu nebo zřídka zespodu ráfku. Využívá se při použití cyklistických brzd, které využívají tření plochy ráfku a brzdové gumičky. Povrch brzdné plochy je často frézován, případně pokryt keramickou vrstvou pro vyšší účinek. V případě použití kotoučových, nebo bubnových brzd může být brzdná plocha zakryta lakem nebo se na ráfku vůbec nenachází.

## Významní výrobci
Nejznámějším výrobcem cyklistických ráfků je firma MAVIC (vynalezla technologii ráfků pro bezdušové pneumatiy UST), DT Swiss, český výrobce Remerx, Shimano, …